# Karin Richter (Literaturwissenschaftlerin)

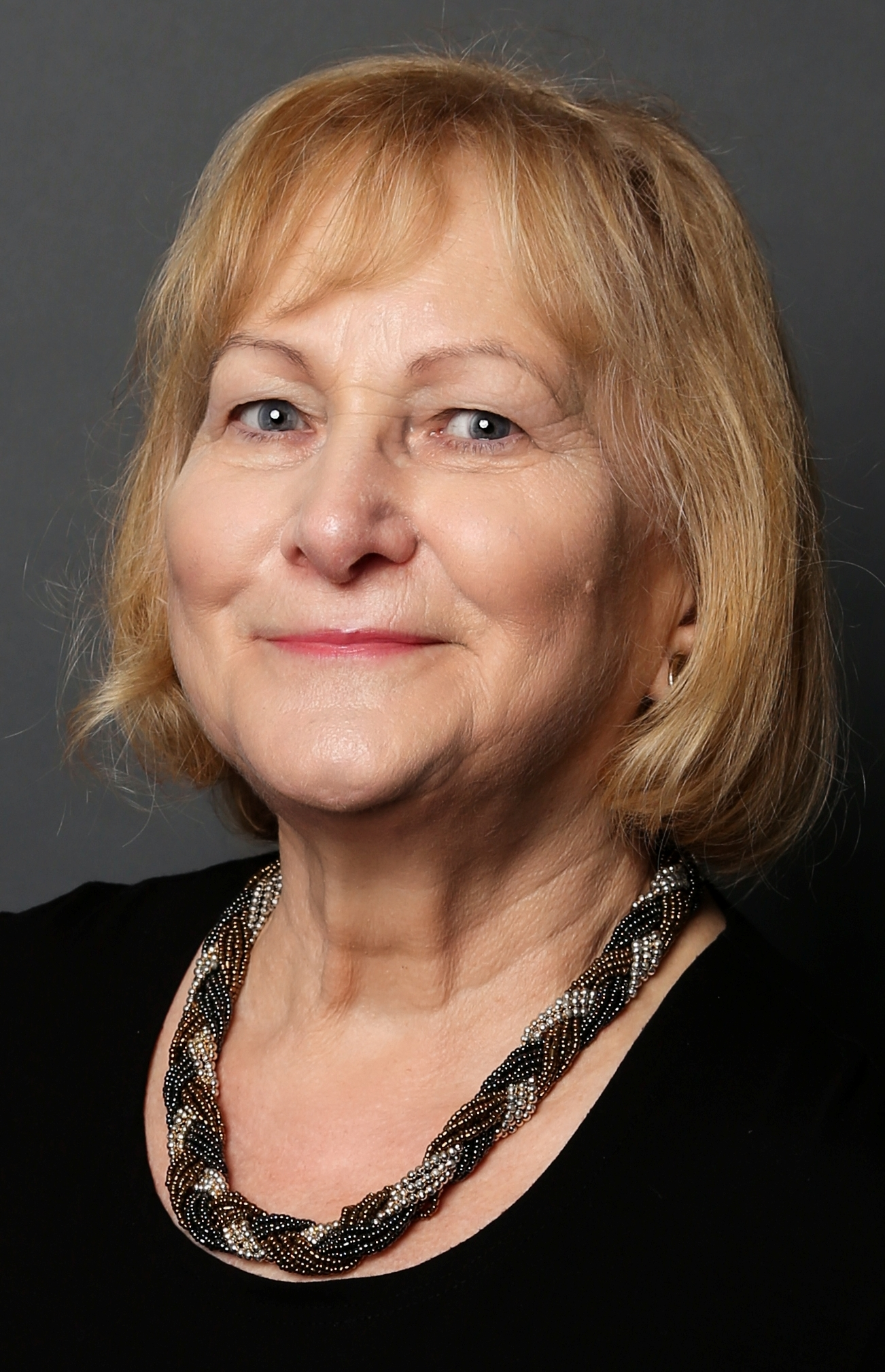
Karin Richter 2021

Karin Richter (* 13. Februar 1943 in Magdala; † 27. April 2022 in Erfurt) war eine deutsche Germanistin und Literaturwissenschaftlerin.

## Leben
Nach dem Studium der Germanistik, Geschichte und Pädagogik an der Martin-Luther-Universität Halle-Wittenberg war Karin Richter zunächst als Oberschullehrerin für Deutsch, Geschichte und Englisch tätig, schlug aber rasch die wissenschaftliche Laufbahn als wissenschaftliche Mitarbeiterin und Hochschuldozentin ein und hielt in diesem Rahmen am Germanistischen Institut der Universität Halle Seminare und Vorlesungen zu literaturhistorischen und literaturtheoretischen Themen sowie zur Didaktik/Methodik der deutschen Sprache und Literatur. Sie promovierte 1976 über die Staatsidee in der deutschen Romantik und habilitierte sich 1987 mit einer Arbeit zu poetologischen und wirkungsästhetischen Fragen der Kinder- und Jugendliteratur. Zuvor wirkte sie von 1981 bis 1985 als Lektorin für deutsche Sprache und Literatur in Warschau.
1994 zog sie den Ruf der damaligen Pädagogischen Hochschule Erfurt auf die Professur für Literarische Erziehung/Kinder- und Jugendliteratur einem ebenfalls in diesem Jahr ergangenen Ruf der Universität Gießen auf eine Professur für Deutsche Sprache und Literatur und deren Didaktik vor. Am Erfurter Institut für Grundschulpädagogik und Kindheitsforschung, das sie mehrere Jahre leitete, galten ihre Forschungen der Theorie, Geschichte und Didaktik der Kinder- und Jugendliteratur sowie dem kindlichen Lese- und Medienverhalten. In Publikationen spiegelte sich diese Arbeit in einer literaturdidaktischen Reihe (15 Bände) zur Behandlung von Märchen, Mythen, klassischen Stoffen, Kinderliteraturklassikern sowie zum Holocaust wider, die sich an Lehrkräfte in Grundschulen und in der Sekundarstufe I richtete.
Von 1996 bis 2000 war sie Sprecherin der Deutschen Forschungsgesellschaft für Kinder- und Jugendliteratur, und sie wirkte als Präsidiumsmitglied der Deutschen Akademie für Kinder- und Jugendliteratur, für die sie bis zu ihrem Tod aktiv in der Konzeption und Leitung von Tagungen und Fortbildungen tätig war.
In Erfurt initiierte Karin Richter 2005 die Kinderuniversität „Rund um das Buch“, die sie für mehrere Jahre leitete und auch nach ihrer Pensionierung mit Vorlesungen und von ihr geleiteten studentischen Seminaren begleitete. Als Hochschullehrerin war sie bis zu ihrer Emeritierung 2008 maßgeblich an der Reform des Lehramtsstudienganges „Lehramt an Grundschulen“ als erstem reformorientierten Studiengang für das Grundschullehramt in Deutschland an der Universität Erfurt beteiligt. Sie blieb der Universität durch Lehraufträge bis zum Wintersemester 2021/2022 verbunden.

## Wirken
Innerhalb der historischen Kinder- und Jugendliteraturforschung galt Karin Richter als ausgewiesene Kennerin der ostdeutschen Kinder- und Jugendliteratur von 1949 bis 1990. Neben der intensiven Forschung zum Thema Medienverhalten und Leseförderung bei Kindern und Jugendlichen und literarischen Bildung in den Grundschulen war es immer auch ihr erklärtes Anliegen, die Diskussion um die Kinderliteratur der DDR zu versachlichen „in welchem Titel und Autoren der DDR-Kinder- und Jugendliteratur gerne unbedacht politisiert und anmaßend simplifiziert wurden“. Unter ihrer Leitung wurde an einem von der Deutschen Forschungsgemeinschaft geförderten Projekt „Zur Entwicklung von Lesemotivation bei Grundschülern – Möglichkeiten und Grenzen schulischer Einflussnahme“ gearbeitet, das bis heute als eine Grundlagenliteratur für die Lehramtsstudiengänge gilt. Über ihr zweibändiges Werk zur Kinder- und Jugendliteratur der DDR urteilt die Kritik: Damit sei „ein herausragendes Werk entstanden, das die Forschung zu jener Zeit wesentlich voran gebracht“ habe.
Darüber hinaus engagierte sich Karin Richter intensiv für den Umgang mit der jüdischen Thematik im schulischen Rahmen und entwickelte dazu insbesondere im letzten Jahrzehnt gemeinsam mit Studierenden Konzepte zur Behandlung von Werken der deutschen und internationalen Kinder- und Jugendliteratur.
Auch nach der Emeritierung trat Karin Richter mit Vorträgen, Fortbildungen und Vorlesungen hervor und kuratierte Ausstellungen zur Kinderbuch-Illustration (2013 zu Klaus Ensikat in Erfurt im Rahmen der Kinderbuchtage und 2019 in Volkach zur Kinder- und Jugendbuch-Illustration der DDR). Mit einer Reihe von Autoren und Illustratoren verband sie intensive Freundschaften (u. a. Kirsten Boie, Klaus Ensikat, Christa Kożik, Paul Maar, Mirjam Pressler).
Für ihr Engagement im Terrain der Kinder- und Jugendliteraturforschung und der Leseförderung erhielt Karin Richter den Wissenschaftspreis der Deutschen Akademie für Kinder- und Jugendliteratur.

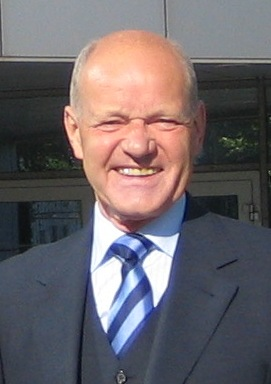
Günther Richter

## Privates
Karin Richter war seit 1968 verheiratet mit Günther Richter (* 1939), ebenfalls habilitierter Germanist, Autor sowie Herausgeber zahlreicher Publikationen, teilweise zusammen mit seiner Frau. Seine Schwerpunkte sind Kommunikation, Sprachverhalten, praxisorientierte Sprachforschung und volkskundliche Themen. Als Berater für Management, Kommunikation und Rhetorik wirkte er im In- und Ausland. Aus der Ehe gingen zwei Kinder hervor.

## Schriften
(Auswahl)
- Karin Richter, Jana Mikota: Mirjam Pressler (1940–2019), Romane – Erzählungen – Übersetzungen. Biographische Daten Literaturwissenschaftliche Analysen – Modelle für den Literaturunterricht. Anregungen für Universitäten, Schulen und Studienseminare; Schneider Verlag Hohengehren 2021 (mit DVD-Beigabe) ISBN 978-3-8340-2130-4
- Karin Richter: Lebendige Klassik und verjüngte Antike: Modelle für den Literaturunterricht inklusive DVD mit Arbeitsblättern, Illustrationen und Bildmaterial, Textauszügen, Schattenfiguren, PowerPoint-Präsentationen; Schneider Verlag Hohengehren 2019; ISBN 978-3-8340-2010-9
- Karin Richter: Die erzählende Kinder- und Jugendliteratur der DDR Band 1. Entwicklungslinien – Themen und Genres – Autorenportraits und Textanalysen; Schneider Verlag Hohengehren 2016; ISBN 978-3-8340-1607-2
- Karin Richter: Die erzählende Kinder- und Jugendliteratur der DDR Band 2. 33 Modelle und Anregungen für den Literaturunterricht in der Grundschule und in der Sekundarstufe I mit CD-ROM; Schneider Verlag Hohengehren 2017; ISBN 978-3-8340-1627-0
- Karin Richter, Burkhard Fuhs: Erich Kästners literarische Welten und ihre Verfilmungen: „Emil und die Detektive“ und „Die Konferenz der Tiere“ im historischen und medialen Kontext; Modelle und Materialien für den Literaturunterricht (Klasse 3 bis Klasse 7); Schneider Verlag Hohengehren 2015; ISBN 978-3-8340-1514-3
- Karin Richter, Monika Plath: „Hans im Glück“ in Bildern von Warja Lavater – Modelle und Materialien für den Literaturunterricht (Klasse 1 bis Klasse 6); Schneider Verlag Hohengehren 2015; ISBN 978-3-8340-1439-9
- Karin Richter, Monika Plath: Kinderliteraturklassiker – Carlo Collodis „Pinocchi“ und die phantastischen Erzählwelten Astrid Lindgrens „Mio, mein Mio“, „Ronja Räuberstochter“; Modelle und Materialien für den Literaturunterricht (Klasse 1 bis Klasse 6) Schneider-Verl. Hohengehren 2014; ISBN 978-3-8340-1352-1
- Karin Richter u. a.: Die Erfurter Kinder-Universität „Rund um das Buch“ – Vorlesungen und Seminare für Grundschule und Sekundarstufe I; Schneider-Verl. Hohengehren 2013; ISBN 978-3-8340-1131-2
- Karin Richter: Vom Sockel geholt" – Wege zu Goethe und Schiller; Modelle und Materialien für den Literaturunterricht in fächerverbindender Perspektive (Klasse 4 bis Klasse 7); Schneider-Verl. Hohengehren 2013; ISBN 978-3-8340-1129-9
- Karin Richter: Bildwelten als Wege zu Goethes Faust und zu Schillers Die Räuber – Modelle und Materialien für den Literaturunterricht (Klasse 4 bis Klasse 7); Schneider-Verl. Hohengehren 2012; ISBN 978-3-8340-1036-0
- Karin Richter, Leonore Jahn: Griechische Mythologie in Bildern und Szenen (Daidalos und Ikaros): Modelle und Materialien für den Literaturunterricht (Klasse 4 bis Klasse 7); Schneider-Verl. Hohengehren 2011 – Band 1; ISBN 978-3-8340-0860-2
- Karin Richter: Krabat und die Schwarze Mühle – die sorbische Sage im literarischen, ethnischen, historischen und medialen Kontext – Modelle und Materialien für den Literaturunterricht (Klasse 3 bis Klasse 9); Schneider-Verl. Hohengehren 2010; ISBN 978-3-8340-0597-7
- Karin Richter, Monika Plath: Die Bildwelten der Warja Lavater „Schneewittchen“ – Modelle und Materialien für den Literaturunterricht (Klasse 1 bis Klasse 5); Schneider-Verl. Hohengehren 2009; ISBN 978-3-8340-0528-1
- Karin Richter, Monika Plath: „Holocaust“ in Bildgeschichten – Modelle und Materialien für den Literaturunterricht (Klasse 4 bis Klasse 7); Schneider-Verl. Hohengehren 2009; ISBN 978-3-8340-0590-8
- Karin Richter: Kinderliteratur im Literaturunterricht der Grundschule : Befunde – Konzepte – Modelle; Schneider-Verl. Hohengehren 2007; ISBN 978-3-8340-0323-2
- Karin Richter, Monika Plath: Märchenhafte Bildwelten Klaus Ensikats „Die Bremer Stadtmusikanten“ und „Kieselchen“ – Modelle und Materialien für den Literaturunterricht; Schneider-Verl. Hohengehren 2007; ISBN 978-3-8340-0180-1
- Karin Richter, Leonore Jahn: Bildwelten zu E. T. A. Hoffmann „Nussknacker und Mausekönig“ – Modelle und Materialien für den Literaturunterricht (Klasse 3 bis Klasse 6) Schneider-Verl. Hohengehren 2006; ISBN 978-3-8340-0079-8
- Karin Richter, Monika Plath: Die Bildwelten der Warja Lavater „Schneewittchen“ – Modelle und Materialien für den Literaturunterricht (Klasse 1 bis Klasse 5) Schneider-Verl. Hohengehren 2006; ISBN 978-3-89676-958-9
- Karin Richter, Monika Plath: Lesemotivation in der Grundschule – empirische Befunde und Modelle für den Unterricht Juventa-Verl. Weinheim, München 2005; ISBN 978-3-7799-1356-6

### Tagungsbände (Auswahl)
- Karin Richter, Monika Plath (Hrsg.): Literatur für Jungen – Literatur für Mädchen: Wege zur Lesemotivation in der Schule Schneider-Verl. Hohengehren 2010; ISBN 978-3-8340-0730-8
- Karin Richter, Thomas Trautmann (Hrsg.): Kindsein in der Mediengesellschaft – interdisziplinäre Annäherungen; Verlag Weinheim Basel, Dt. Studien-Verl. 2001; ISBN 978-3-407-32013-1
- Karin Richter, Bettina Hurrelmann (Hrsg.): Kinderliteratur im Unterricht – Theorien und Modelle zur Kinder- und Jugendliteratur im pädagogisch-didaktischen Kontext; Juventa-Verl., München 1998; ISBN 978-3-7799-1344-3

### Frühe Aufsätze (Auswahl)
- Karin Richter: Schreiben als Selbstbefragung. Christa Wolfs Erzählwerk und dessen Behandlung in der Schule; In: Praxis Deutsch. September 1995, S. 17 ff.
- Karin Richter: Joachim Heinrich Campes ‚Väterlicher Rath für meine Tochter‘ und die Grundzüge der aufklärerischen Mädchenliteratur – Beitrag auf dem Kolloquium ‚Außenseiter der Aufklärung‘. Halle a.d. Saale, 26. – 28.6.1992; In: Wissenschaftliche Zeitschrift. – Geisteswissenschaftliche Reihe – 41 (1992), H. 6, S. 81 ff.
- Karin Richter: Die Suche nach den lautlosen Augenblicken – Ansichten zum literarischen Werk Willi Meincks; In: Weimarer Beiträge – Zeitschrift für Literaturwissenschaft, Ästhetik und Kulturwissenschaften – 31 (1985), S. 82 ff.
- Karin Richter: Der „böse Dämon“ in der deutschen Romantik – Betrachtungen zum Werk und Wirken Adam Heinrich Müllers 1779–1829; In: Weimarer Beiträge, Zeitschrift für Literaturwissenschaft, Ästhetik und Kulturwissenschaften – 25 (1979), H. 5, S. 82 ff.
- Karin Richter: Uwe Kant, Die Reise von Neukuckow nach Nowosibirsk; In: Weimarer Beiträge – Zeitschrift für Literaturwissenschaft, Ästhetik und Kulturwissenschaften – 29 (1983), H. 2, S. 342 ff.